# Projekt Anvil
Projekt Anvil – program US Navy z lat II wojny światowej, przebudowy wyeksploatowanych bombowców B-24D i J (w wersji używanej przez marynarkę oznaczonych jako PB4Y-1) na latające bomby, samoloty wypełnione materiałem wybuchowym, zdalnie sterowane drogą radiową, przeznaczone do niszczenia silnie umocnionych celów.

## Geneza
Główny powód, dla którego US Navy zainteresowała się projektem opracowania sterowanych drogą radiową samolotów wypełnionych materiałem wybuchowym był ten sam, dla którego czyniło to USAAF (projekt Afrodyta): zagrożenie ze strony nowej hitlerowskiej broni odwetowej (niem. Vergeltungswaffe), dalekonośnego działa miotającego pociski balistyczne V-3, które miało ostrzeliwać Londyn. Marynarka miała spore doświadczenie w wykorzystaniu sterowanych drogą radiową aparatów zarówno latających, jak i pływających (np. sterowane drogą radiową torpedy TDN-1 oraz TDR). Dlatego zdecydowano się przebudować kilka B-24 na wersję nosiciela ładunku wybuchowego oznaczonego jako BQ-8.

## Konstrukcja

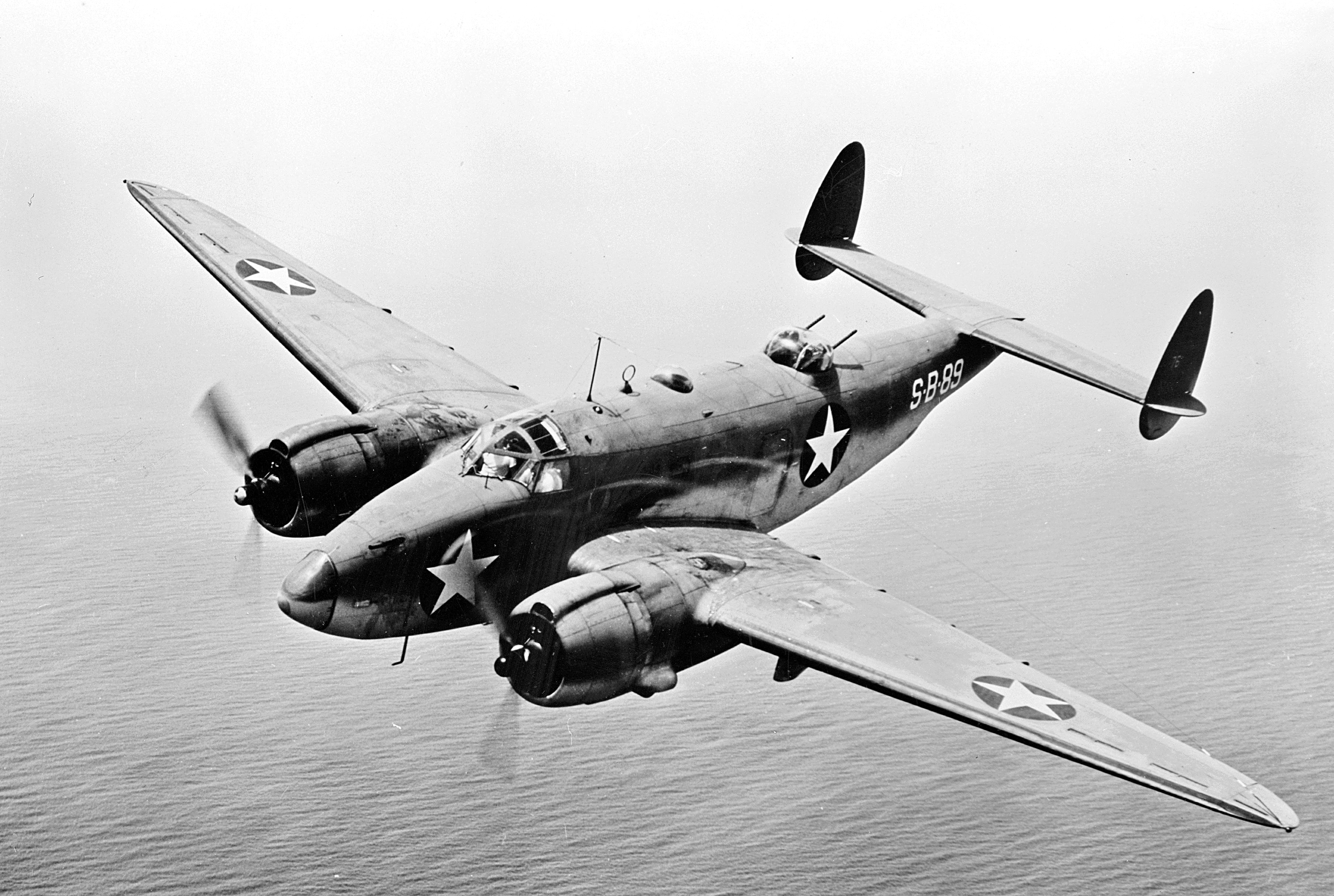
Lockheed PV-1 Ventura

Usunięto całe zbędne wyposażenie: uzbrojenie, opancerzenie, wieżyczki strzeleckie, wyposażenie bombowe. W samolocie zainstalowano urządzenia odbiorcze mające przekazywać za pomocą serwomechanizmów polecenia dla autopilota. Całość miała być sterowana radiokomendowo z towarzyszących samolotów sterujących, dwóch maszyn typu Lockheed Ventura.

## Służba
Po starcie samolotu, ładunek wybuchowy na jego pokładzie był uzbrajany, a załoga w składzie pilot i technik uzbrojenia opuszczali maszynę na spadochronach. Do celu samolot był prowadzony przez maszyny prowadzące. Pierwsza misja tak przebudowanego B-24 odbyła się 12 sierpnia 1944 roku. Celem miały być schrony V-3 w Mimoyecques, niedaleko Calais we Francji. Gdy załoga BQ-8 otrzymała rozkaz uzbrojenia ładunku i opuszczenia samolotu nastąpiła potężna eksplozja. Na pokładzie zginęła cała załoga w składzie: porucznik pilot Joseph P. Kennedy Jr. i technik pokładowy porucznik Wilford J. Willy. Joseph Patrick Kennedy był synem ówczesnego ambasadora Stanów Zjednoczonych w Wielkiej Brytanii i starszym bratem przyszłego prezydenta USA – Johna F. Kennedy’ego. Prawdopodobnie doszło do usterki lub błędu podczas uzbrajania ładunku Torpexu. Druga misja odbyła się 3 września 1944 roku. Celem były schrony okrętów podwodnych na Helgolandzie. Samolot został prawidłowo skierowany w rejon celu, lecz prawdopodobnie został uszkodzony przez artylerię przeciwlotniczą i rozbił się eksplodując na miejscowym lotnisku. Po tym wydarzeniu nie przeprowadzano już więcej lotów w ramach projektu Anvil.